# Awá (Guajá)
Pour les articles homonymes, voir Awa.
Les Awá sont l'un des deux derniers groupes de chasseurs-cueilleurs nomades du Brésil  (Forêt Amazonienne); ils vivent dans la partie orientale de l'Amazonie brésilienne dans l'État du Maranhão. Les Awá chassent, pêchent et collectent les produits de la forêt, comme les noix ou les fruits sauvages. 
Ils ne comptent plus qu'environ 450 individus, dont une centaine n’a toujours aucun contact avec le monde extérieur. Ceux qui sont nomades vivent en petits groupes très mobiles de 20 à 30 personnes.

## Histoire
Les Awá étaient autrefois sédentaires ; ils cultivaient principalement du manioc et du maïs dans des jardins provisoires, ouverts dans la forêt. Aux XIXe et XXe siècles, pour échapper aux massacres et à l'esclavage, ils ont été contraints de fuir devant les colons qui envahissaient leurs terres. Ils sont alors devenus nomades pour survivre.
Dans les années 1970, un gigantesque gisement de minerai de fer a été découvert dans la région. Il a occasionné l’implantation d’un projet de développement géant, le « Programme Carajás », financé par l'Union européenne et la Banque mondiale. Ce projet englobait, entre autres, la construction d’une mine, de routes et pistes et d’une voie de chemin de fer. Les Awá et leurs voisins connurent alors une invasion sans précédent de leurs terres.
De ce fait, dans les années 1970 et 1980, pour protéger les Awá de l'impact du Programme Carajás, la Fondation Nationale de l'Indien (« Funai »), le département des affaires indigènes du gouvernement brésilien, décida d’entrer en contact avec eux pour les sédentariser. Les conséquences en furent désastreuses ; beaucoup d’entre eux succombèrent à des maladies telles que la grippe ou la malaria. Une communauté awá qui comptait 91 membres au moment du contact fut réduite à 25, quatre ans plus tard.
La plupart des Awá contactés - et ceux, nombreux, qui ne le sont pas encore - sont les survivants de violents massacres qui les ont atteints aussi bien physiquement que moralement. Bien que la plupart des Awá vivent dans des territoires officiellement reconnus par le gouvernement, ils sont concentrés dans des zones de plus en plus restreintes en raison de l'invasion constante de bûcherons, d’éleveurs de bétail et de colons qui détruisent massivement leurs forêts. Parmi ceux qui n'ont toujours aucun contact avec le monde extérieur, certains vivent en petits groupes familiaux dans les dernières parcelles de la forêt du Maranhão qui n’ont pas encore été détruites et une quarantaine d’entre eux vit dans la réserve Araribóia.
Aujourd'hui, leurs territoires sont la cible des bûcherons qui percent des routes au bulldozer à travers leurs forêts et des colons qui chassent le gibier dont ils dépendent et les exposent aux maladies et à la violence. Plusieurs fermes d'élevage de bétail occupent de grandes étendues du territoire awá et ont déjà détruit une grande partie de leurs forêts. Bien que le territoire awá ait été démarqué et que son usage soit en théorie exclusivement réservé aux Indiens, il est en réalité en proie à l’invasion constante et à la déforestation massive. Le gouvernement n'a pour l'instant ni expulsé, ni sanctionné les bûcherons, les fermiers et les colons qui occupent désormais leurs terres.

## Aide et attention internationale
Survival International, mouvement mondial de défense des droits des peuples indigènes, considère que les Awá sont la tribu la plus menacée au monde. 
Avec le soutien de l'acteur oscarisé Colin Firth, Survival International a lancé une campagne de mobilisation pour faire en sorte que les Awá puissent vivre en paix sur leurs terres.

## Film documentaire
Le film documentaire brésilien Serras da Desordem réalisé par le cinéaste Andrea Tonacci et sorti en 2006 dépeint le massacre de la tribu Awá-Guajá à travers l'histoire de Carapirú, un survivant du massacre.